# Charles Sevin de La Penaye
Charles Sevin de La Penaye est un peintre français né à Fontainebleau, le 16 novembre 1685 et mort à Paris le 17 mars 1740.

## Éléments de biographie

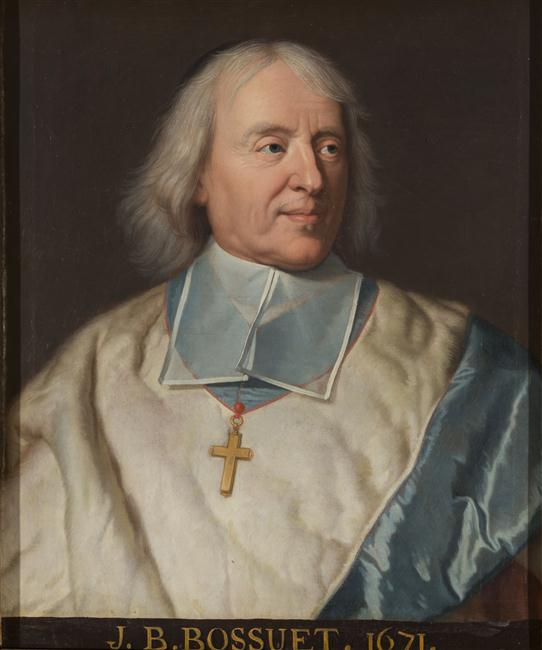
Jacques-Bénigne Bossuet

On connaissait peu de choses sur cet peintre qui travailla essentiellement à Paris au service de Hyacinthe Rigaud dont il fut l'un des derniers aides de l'atelier.
Fils de Charles Sevin dit « La Penaye », gouverneur des oiseaux de pêche du roi, il naquit à Fontainebleau. Son parrain, Raymond Meusnier, officiait comme conseiller du roi et président à l’élection et grenier à sel de Melun. Sa marraine Rose Paulmier, était l’épouse de Guillaume de Verneuil, lieutenant des chasses de la capitainerie de Fontainebleau. Son père mourut en 1721.
Surnommé La Penaye, Charles Sevin travaille à Paris dès 1705, date à laquelle il collabore pour la première fois avec Hyacinthe Rigaud sur le portrait de Jacques Bénigne Bossuet. On voit son nom sur un signet dépassant d'un livre en bas du tableau. Ensuite, il participe aux œuvres de son maître jusqu'en 1726, date à laquelle il s'émancipe. Sa grande connaissance de la clientèle de Rigaud le fera courtiser par de nombreux hauts dignitaires du pouvoir royal, à l'instar du cardinal Dubois.
Sevin de La Penaye travaillera ensuite, notamment, pour le prince Antoine de Monaco et décèdera rue Montmartre à Paris.